# Музей нації (Ліма)
12°05′13″ пд. ш. 77°00′07″ зх. д. / 12.086805555556° пд. ш. 77.001888888889° зх. д.
Музе́й на́ції (ісп. Museo de la Nación) — один із двох великих музеїв історії Перу в столиці Перу місті Лімі.

## Опис
Розташований в ульирасучасній будівлі і за розмірами є набагато більшим за інший головний музей Ліми, Перуанський національний музей археології, антропології та історії. 
Наразі (2020-ті) як такий не використовується як музей, проводячи лише час від часу тематичні виставки. Закритий доя закального відвідання розглядається як офіс Міністерства культури.
Є частиною Культурного тридіуму, оточеного Національною бібліотекою Перу та Великим національним театром Перу.

## З експозиції
У Музеї нації зберігаються тисячі артефактів, що охоплюють весь період існування людини в Перу, включаючи вражаючу колекцію кераміки Моче, Наска та Уарі. 
У музеї також зберігаються репліки багатьох відомих стародавніх андських артефактів, особливо Лансону з Чавін-де-Уантара; відтворення захоронення правителя Сіпану; і відомий мурал «Повстання речей». 
Єдина постійна експозиція, яка залишається відкритою для відвідання, розташована на 6-му поверсі музею, де розміщена фотовиставка Yuyanapaq. Para Recordar. (укр. Юянапак. Для того, щоб пам'ятали. Цю виставку створила Комісія правди та примирення, щоб задокументувати внутрішній конфлікт у Перу, який відбувався в період між 1980 і 2000 роками і в якому брав участь Сендеро Луміносо.